# Dógo

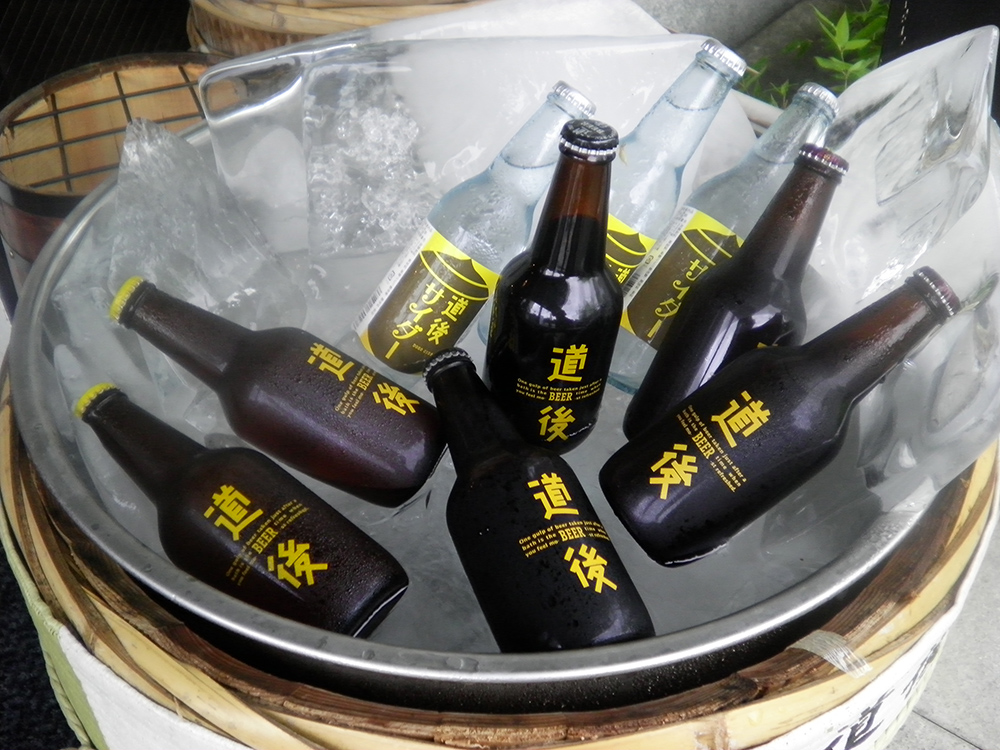
A dógo sör

A Dógo (japán írással: 道後) egy díjnyertes sörmárka, melyet Minakucsi-suzó sörfőzdéjében készítenek az Ehime prefektúrabeli Dógóban és Macujamában, Japánban. A Dógo sör egyik jellegzetessége a nagyobb szénsavasság, melynek célja, hogy a Dógo onszenben vett fürdőzés után is érezni lehessen még az alkoholt.

## Típusok

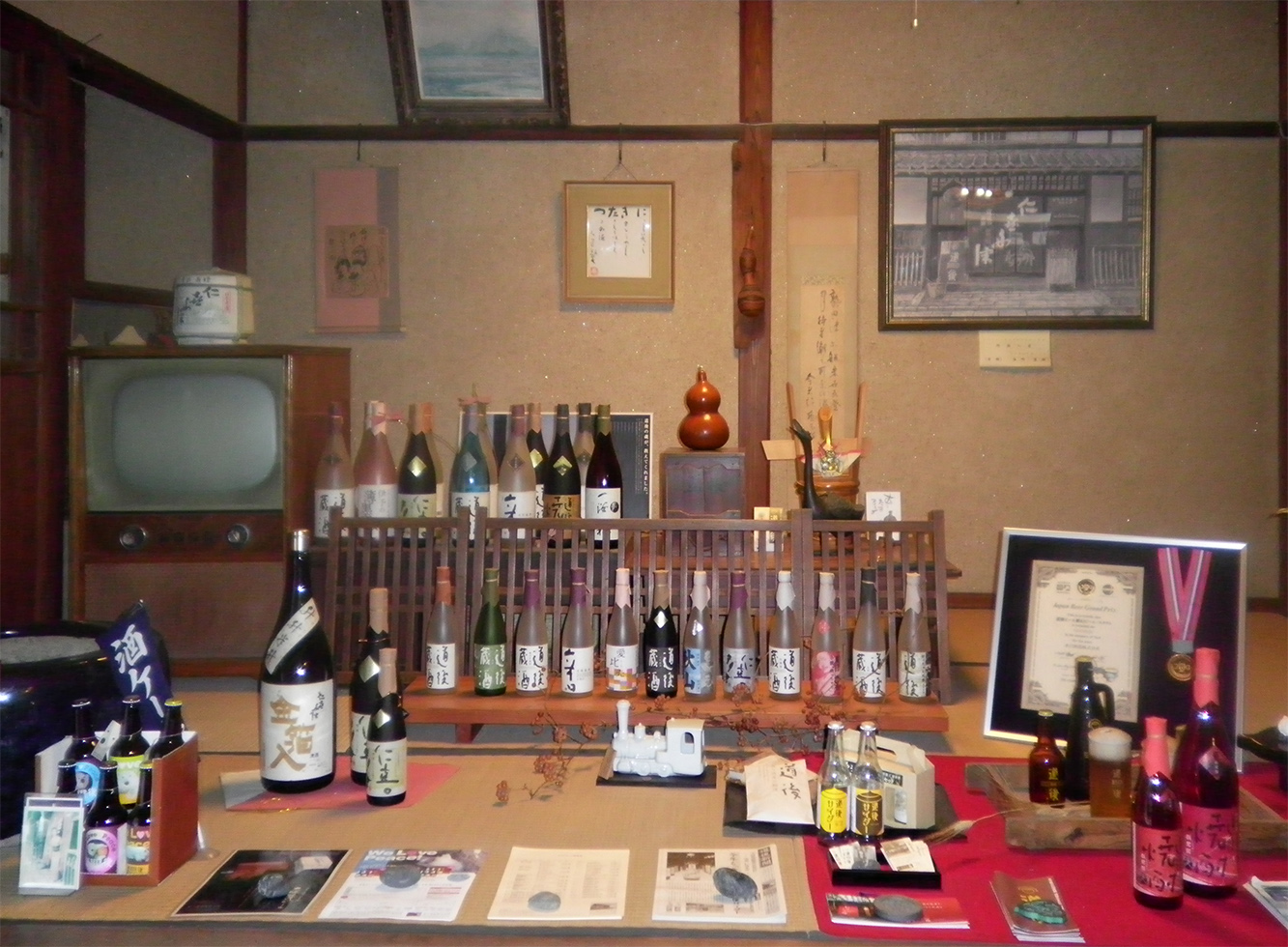
Minakucsi Suzo belülről

A Dógo sör 3 ízben kapható: a Botchan (Kölsch), Madonna (Alt), és Soseki (stout) ízekben. Ezek az elnevezések Nacume Szószeki Boccsan című könyvén alapulnak.

## Története
A Dógo sört készítő Minakucsi-suzót a Meidzsi-korban alapították 1895-ben, a Dógo sört pedig 1996 augusztusában készítették el először.
A Nikitaszu kurabu üzlet 2003 áprilisában nyitott meg, ahol is többek között szakét, Dógo sört és sócsút is árusítanak.

## Dógo sör készítése

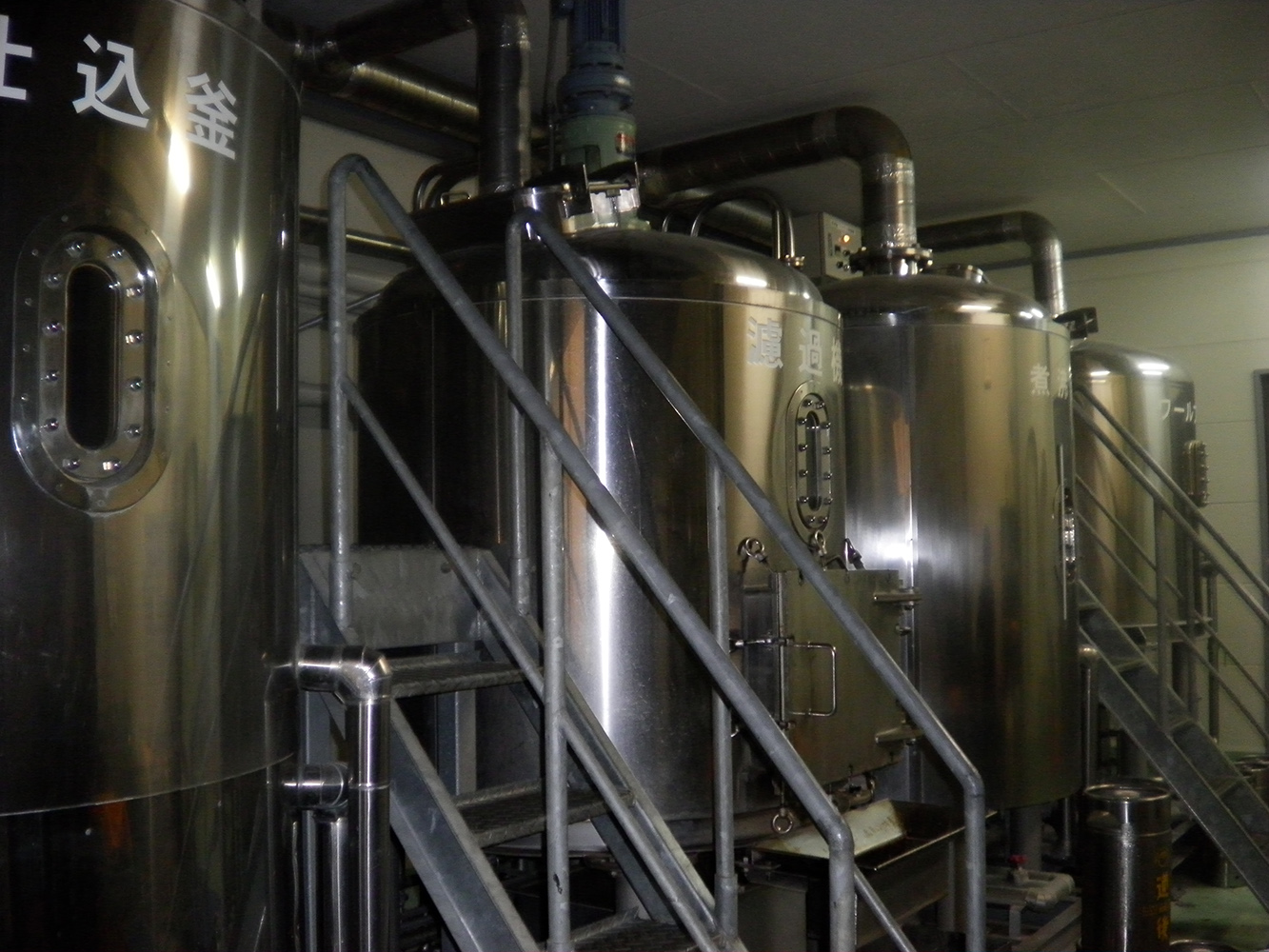
A Dógo sör készítése

A Dógo sört készítő cég brosúrája szerint a Dógo sör a következő eljárás szerint készül:
1. A malátát forró vízbe teszik, így a malátakeményítő malátacukorrá válik.
2. A folyadékot leszűrik, hogy tiszta legyen.
3. Komlót adnak hozzá és addig melegítik, amíg létre nem jön a sör, sajátos illata és keserű íze.
4. A szilárd fehérjéket eltávolítják, így áttetsző folyadékot kapva.
5. Ezt sterilizált körülmények között lehűtik.
6. Erjedés létrehozásához oxigént és sörélesztőt adnak hozzá. Az élesztő hatására a cukorból alkohol és szénsav keletkezik.
7. Végül az elkészült sört tartályokba töltik és 0 Celsius-fokon érlelik, hogy enyhe ízt kapjanak.

## Dógo sör Macujamában és Japánban

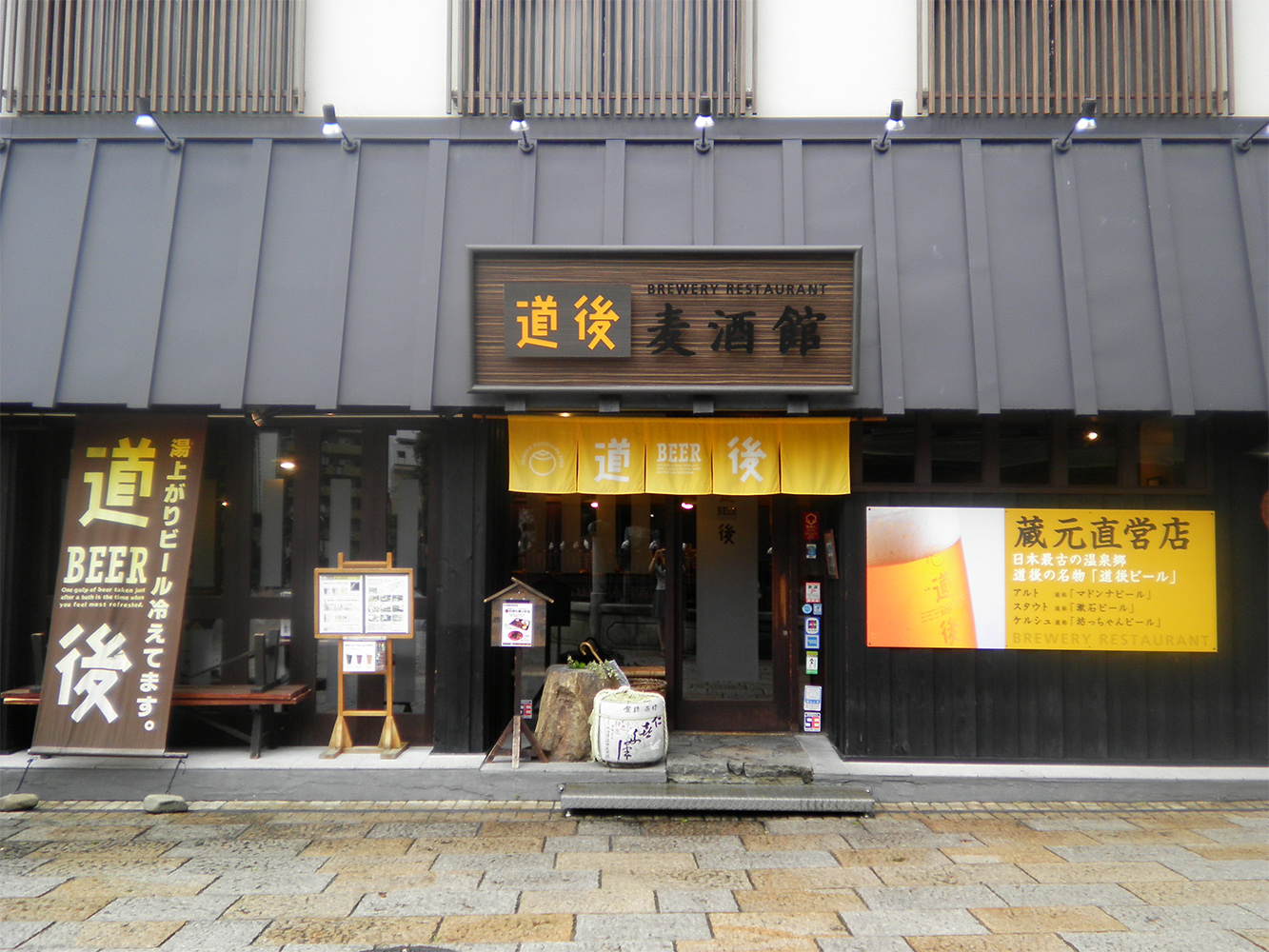
A Dógo sörfőzde étterme

A Soseki variáció 2000 októberében elnyerte az első helyet a Japan Beer Grand Prix-en. A Jakoten tartalmazza a Dógo sör élesztőt amit 2005 decemberében hoztak létre. A Nikitatsuan étterem 1996 októberében nyílt meg, ahol a vendégek friss Dógo sört fogyaszthatnak, amit közvetlenül a Nikitatsuan mellett készítenek. Valamint, a Dogo Biru Kan, ami a Dógo sört szállítja, 1996 novemberében nyitotta meg kapuit, pont a Dógo onszennel szemközt.

## Fordítás
Ez a szócikk részben vagy egészben  a   Dogo_beer című angol Wikipédia-szócikk ezen változatának fordításán alapul.  Az eredeti cikk szerkesztőit annak laptörténete sorolja fel. Ez a jelzés csupán a megfogalmazás eredetét és a szerzői jogokat jelzi, nem szolgál a cikkben szereplő információk forrásmegjelöléseként.